# Kalanchoe beharensis
Kalanchoe beharensis (Drake, 1903) è una pianta succulenta appartenente alla famiglia delle Crassulaceae, endemica del Madagascar.

## Descrizione
Ha foglie verdi-grigie di forma leggermente triangolare, lunghe circa 20 cm, dotate di piccoli peletti. Raggiunge lentamente i 3,5 o i 4 metri. A fine inverno produce fiori gialli.
Molto famosa anche una varietà di questa specie, la Kalanchoe beharensis cv. fang, con foglie leggermente tondeggianti lunghe non più di 7 cm dotate di punteggiature nere lungo i margini e di piccole escrescenze ruvide nella pagina inferiore.

## Distribuzione e habitat
Kalanchoe beharensis è endemica del Madagascar meridionale, nelle regioni di Atsimo-Andrefana e Anosy della provincia di Toliara. Cresce nella foresta spinosa, da 38 m a 300 m s.l.m..

## Conservazione
La Lista rossa IUCN classifica Kalanchoe beharensis come specie vulnerabile.